# Polemon I của Pontos
Polemon Pythodoros, còn được gọi là Polemon I hoặc Polemon I của Pontos (tiếng Hy Lạp: ο Πολέμων Πυθόδωρος, 1 thế kỷ trước Công nguyên, qua đời năm 8 trước Công nguyên), ông là vua chư hầu La Mã của Cilicia, Pontus, Colchis và vương quốc Bosporos.
Polemon là con trai và người thừa kế của Zenon và có thể với Tryphaena. Ông là một người Anatolia-Hy Lạp. Cha của Polemon, Zenon, là một nhà hùng biện và một quý tộc nổi bật đến từ Laodicea bên sông Lycus ở Anatolia. Zenon đã khuyến khích người dân địa phương chống lại tướng La Mã Quintus Labienus và vua Pacorus I của Parthia, khi quân đội của họ xâm lược Syria và Anatolia. Zenon là một người bạn và đồng minh của tam hùng La Mã Marcus Antonius và đóng một vai trò hàng đầu trong cuộc xâm lược Parthia năm 40 trước Công nguyên.
Vì công lao của Zenon trong Chiến dịch Parthia, Antonius phong cho Polemon vào năm 39 trước Công nguyên, làm vua chư hầu La Mã của Cilicia và sau đó trong năm 37 TCN sau cái chết của vua Arsaces của Pontos, Antony phong ông ông làm vua chư hầu La Mã của Pontus. Năm 36 trước Công nguyên, Polemon hỗ trợ Antonius trong chiến dịch quân sự chống lại Parthia. Parthia đánh bại Antonius và Polemon. Polemon bị bắt và trở thành tù binh của vua Parthia. Sau khi nộp khoản tiền chuộc cho phép, Polemon được thả tự do. Vào thời gian này, Polemon cầm quyền từ Iconium (hiện nay là Konya) ở Lycaonia.
Năm 35 trước Công nguyên, Polemon hỗ trợ Antonius trong việc thành lập một liên minh với Artavasdes I của Media Atropatene với La Mã, vị vua Media đã là một đồng minh của Parthia. Cả Antonius và Polemon, đã thành công trong việc thành lập liên minh này.
Trong trận hải chiến Actium vào năm 31 trước Công nguyên, Polemon đã gửi cho Antonius một lực lượng quân phụ trợ. Trước trận Actium, Polemon tạo lập hòa bình với tam hùng Octavian và trở thành đồng minh của ông ta. Sau cái chết của Antonius, Octavian đã trở thành Hoàng đế La Mã Augustus. Augustus vào thời kì đầu triều đại của ông đã thừa nhận và công nhận Polemon như một vị vua chư hầu La Mã và vương quốc chư hầu mà ông cai trị. Augustus trao cho Polemon với một vương trượng ngà voi, một áo thêu chiến thắng và ông chào đón Polemon là vua,đồng minh, và một người bạn.
Vào năm 16 TCN chính khách La Mã Marcus Vipsanius Agrippa, đã can thiệp với chế độ quân chủ của Vương quốc Bosporus. Agrippa đã phát hiện ra, một kẻ cướp ngôi gọi là Scribonius đã giả vờ là một người họ hàng của Nữ hoàng cầm quyền Dynamis, người trước đó đã góa chồng, vua Asander. Scribonius muốn kết hôn với Dynamis, vì vậy ông có thể cai trị Bosporos, tuy nhiên Agrippa phát hiện ra sự phản bội của ông ta và buộc ông ta phải chết. Sau khi Scribonius chết, Agrippa đã hỏi Polemon thay thế vị trí của Scribonius.
Polemon đã kết hôn Dynamis như người vợ đầu tiên của mình và Polemon đã trở thành người chồng thứ hai của Dynamis. Ông rời Iconium để cai trị vương quốc Bosporos. Polemon và Dynamis kết hôn trong năm 16 trước Công nguyên. Thông qua người vợ đầu tiên của mình, Polemon đã trở thành một cha dượng của Tiberius Julius Aspurgus, con trai Dynamis và con từ cuộc hôn nhân đầu tiên của bà. Dynamis qua đời năm 14 trước Công nguyên và ông trở thành người cai trị duy nhất của Bosporos.
Sau đó trong năm 14 BC, Polemon đã kết hôn với Pythodorida của Pontos là người vợ thứ hai của mình. Bà là một phụ nữ quý tộc người mang dòng máu Anatolia- Hy Lạp và La Mã, cháu gái và cháu ngoại đầu tiên của Antonius. Pythodorida sinh cho Polemon hai con trai và một con gái:
- Zenon, còn được gọi là Zeno-Artaxias hoặc Artaxias III, Vua của Armenia đã trở thành vua năm 18 và cai trị cho đến khi ông qua đời trong năm 35
- Marcus Antonius Polemon Pythodoros, cũng được gọi là Polemon II của Pontos
- Antonia Tryphaena, người kết hôn với vua của Thrace, Cotys VIII

Khi làm Vua của Bosporos, ông đã mở rộng vương quốc xa tới sông Tanais. Polemon trị vì như một vị vua lâu dài và thịnh vượng. Trong năm 8 trước Công nguyên, Polemon tham gia trong một chiến dịch quân sự chống lại Aspurgiani, một bộ tộc du mục sống trên những ngọn núi của Phanagoria. Polemon đã bị họ đánh bại, bị bắt làm tù nhân của họ và bị đánh tới chết. Sau khi ông mất, Aspurgus kế vị Polemon làm vị vua của Bosporos, trong khi vợ góa của ông, là người cai trị duy nhất của Cilicia, Pontus và Colchis.